# アリスティド・カヴァイエ＝コル
アリスティド・カヴァイエ＝コル（Aristide Cavaillé-Coll フランス語: [aʁistid kavaje kɔl] 1811年2月4日 - 1899年10月13日）は、フランスのオルガン製作者。

## 生涯
カヴァイエ＝コルはモンペリエに生まれた。父のドミニク・カヴァイエ＝コル（Dominique）はオルガン製作に携わる職人だった。カヴァイエ＝コルは早くから新しい装置の開発に才能を示し、後に有名となる楽器を製作する際にはその天分が活かされることになった。彼のオルガンは交響的な響きを有しており、他の楽器の音色を模倣するとともにそれらを組み合わせることが可能である。彼の作品の中で最大の規模を誇るのは100のストップを擁するパリのサン＝シュルピス教会のオルガンである。
カヴァイエ＝コルは金銭問題に悩まされた事でも知られる。彼の手による楽器は当時並ぶもののない存在であったが、それでも彼の事業の基盤は確固たるものとはならなかった。彼はパリに没する直前の1898年に、シャルル・ムタンへと会社の経営を引き継いでいる。ムタンはオルガン事業を継続したが、第2次世界大戦によって会社はほぼ消滅してしまった。

## 影響
カヴァイエ＝コルはオルガン制作の美術面及び技術面に革新をもたらし、専門家の間に浸透した彼の方法論は20世紀初頭に至るまでオルガン制作の現場で影響力を持ち続けた。20世紀に入って吹き荒れたオルガン改修運動ではバロック時代のオルガンへの回帰が謳われたが、21世紀が近づく頃にはカヴァイエ＝コルの意匠は再び脚光を浴びるようになった。彼の死後、20世紀にはシャルル・ムタンが事業を維持していた。カヴァイエ＝コルは独自の研究と実験に基づいて、オルガンに関する多数の学術論文や書籍を執筆し、出版した。彼は「フルート・ハーモニーク flûte harmonique」など、数種類のオルガンの音色、ストップ、複合ストップを考案した。彼の生涯と作品に焦点を当てたドキュメンタリー映画が2011年に撮影され、2012年に公開されている。
小惑星(5184) Cavaille-Collはカヴァイエ＝コルに因んで命名された。

## 主要作品
カヴァイエ＝コルは50年以上にわたって、主としてフランス国内に510のオルガンを建造した。国外ではスペイン、オランダ、イングランド、ロシア、ブラジルそしてアルゼンチンなどが挙げられる。一部にはムタン＝カヴァイエ＝コル社建造のものも含まれる。
| 制作年     | 作品番号 | Huy- bens | 場所                         | 教会                                          | 写真 | マニュアル | ストップ | 注 |
| ---------- | -------- | --------- | ---------------------------- | --------------------------------------------- | ---- | ---------- | -------- | --- |
| 1841       | 10       | 481       | サン＝ドニ                   | サン＝ドニ大聖堂                              |      | IV/P       | 69       | 1857年にカヴァイエ＝コルが修繕、1901年にムタンが拡張。 音声サンプル (MP3; 989 kB) ピエール・パンスマイユ: Improvisation verset n° 6 |
| 1846       | 26       | 3         | パリ                         | マドレーヌ寺院                                |      | IV/P       | 48       | アレクサンドル＝シャルル・フェシー、ルイ・ルフェビュール＝ヴェリー、カミーユ・サン＝サーンス、テオドール・デュボワ、ガブリエル・フォーレ、アンリ・ダリエ、エドゥアール・マニャン、ジャンヌ・ドゥメッシュー、オディーユ・ピエール、フランソワ＝アンリ・ウバール(フランス語)らが歴代オルガニストを務めた。 音声サンプル ペーター・エーヴェルス: Improvisation Dithyrambe |
| 1852       | 52       | 78        | パリ                         | サン＝ヴァンサン＝ド＝ポール寺院              |      | III/P      | 47       | |
| 1852       | 56       | 491       | サン＝ジェルマン＝アン＝レー | Église Saint-Germain de Saint-Germain-en-Laye |      | III/P      | 40       | |
| 1853       | 59       | 23        | パリ                         | サント＝ジュヌヴィエーヴ修道院                |      | II/P       | 22       | パンテオンのために1885年に建立された寺院教会。1891年にメルクラン（Merklin）によってヴァル＝ド＝グラースの軍の病院に移送されていたが、1993年にフランソワ・ドランジュ（François Delangue）とベルナール・ユルヴィ（Bernard Hurvy）によって再建された。 |
| 1855       | 66/1     | 501       | サントメール                 | サントメール大聖堂                            |      | III/P      | 50       | |
| 1854– 1857 | 112/5    | 430       | ペルピニャン                 | ペルピニャン大聖堂                            |      | IV/P       | 58       | |
| 1857       | 127      | 353       | リュソン                     | リュソン大聖堂                                |      | III/P      | 41       | |
| 1846– 1858 | 14       | 64        | パリ                         | サン＝ロック聖堂（St-Roch）                   |      | IV/P       | 49       | |
| 1859       | 88/22    | 30        | パリ                         | サント・クロチルド聖堂                        |      | III/P      | 46       | セザール・フランク、ガブリエル・ピエルネ、シャルル・トゥルヌミール、ジョゼフ＝エルマン・ボナル(英語)、ジャン・ラングレー、ピエール・コジャン、ジャック・タッデイが歴代オルガニストを務めた。 |
| 1859       | 143/92   | 438       | ポリニー                     | Collégiale St-Hippolyte                       |      | II/P       | 26       | ルフェビュール＝ヴェリーによる落成式でフェリクス・ラインブルク（Félix Reinburg）が最初の演奏を行った。 |
| 1860       | 153/112  | 402       | ミュルーズ                   | Église Saint-Étienne                          |      | II/P       | 28       | |
| 1861       | 163/127  | 404       | ナンシー                     | ナンシー大聖堂                                |      | IV/P       | 65       | |
| 1862       | 118/63   | 72        | パリ                         | サン＝シュルピス教会                          |      | V/P        | 100      | フランソワ＝アンリ・クリコ(フランス語)が1781年に改修、100のストップを持つカヴァイエ＝コル作品最大、そして世界でも最大の教会オルガンとなった。1934年に拡張されて102のストップを有するものとなったが、1991年にルノー（Renaud）によって元に戻された。ゲオルク・シュミット、ルイ・ルフェビュール＝ヴェリー、シャルル＝マリー・ヴィドール、マルセル・デュプレ、ジャン＝ジャック・グリュネンヴァルト、ダニエル・ロトらが歴代オルガニストを務めた。 音声サンプル (MP3; 1,1 MB) ダニエル・ロト: Improvisation |
| 1863       | 204/176  | 35        | パリ                         | サンテチエンヌ・デュ・モン聖堂                |      | III/P      | 39       | |
| 1863– 1868 | 230/204  | 11        | パリ                         | ノートルダム大聖堂                            |      | V/P        | 86       | 音声サンプル (MP3; 481 kB) レオンス・ド・サン＝マルタン: Méditation improvisé |
| 1868       | 311/298  | 377       | マルセイユ                   | サン＝ジョゼフ聖堂                            |      | III/P      | 43       | |
| 1868       | 271/254  | 8         | パリ                         | サントトリニテ教会                            |      | III/P      | 46       | シャルル＝アレクシス・ショヴェ、アレクサンドル・ギルマン、シャルル・ケフ、オリヴィエ・メシアン、ナジ・ハキムらが歴代オルガニストを務めた。 音声サンプル (MP3; 10,1 MB) ナジ・ハキム: Improvisation über den Hymnus Pange lingua |
| 1869       | 327/314  | 297       | エペルネー                   | ノートル＝ダム教会                            |      | III/P      | 34       | |
| 1873       | 374/363  | 587       | シェフィールド               | アルバート・ホール                            |      | IV/P       | 64       | |
| 1874       | 367/356  | 178       | アンジェ                     | アンジェ大聖堂                                |      | III/P      | 46       | |
| 1875       | 330/317  | 580       | ケットン・ホール             | ホプウッド氏                                  |      | III/P      | 45       | 1870年のブレースウェル（Bracewel）製のホール用オルガンで、ストップ5個分の拡張がなされた。 |
| 1875       | 428/425  | 579       | ブラックバーン               | 教会                                          |      | III/P      | 32       | |
| 1877       | 467      | 585       | マンチェスター               | タウン・ホール                                |      | III/P      | 32       | |
| 1878       | 481      | 121       | パリ                         | シャイヨ宮 グローサー・ザール                 |      | IV/P       | 66       | |
| 1880       | 522      | 592       | ブリュッセル                 | ブリュッセル王立音楽院                        |      | III/P      | 44       | |
| 1885       | 569      | 225       | カーン                       | St-Étienne de Caen                            |      | III/P      | 50       | 1999年に再建。 音声サンプル (MP3; 1,0 MB) アラン・ブーヴェ（Alain Bouvet）: Demonstration des Tutti; Weitere Hörbeispiele |
| 1889       | 245/222  | 526       | トゥールーズ                 | サン＝セルナン大聖堂（St-Sernin）             |      | III/P      | 54       | デュクロケ（Ducroquet）のオルガン（1843年）を改造したもの。1932年と1957年にわずかに仕様変更が行われたが、1996年に復元作業が行われて1889年当時の状態に戻された。 音声サンプル (MP3; 3,4 MB) ルイ・ヴィエルヌ: Messe Solennelle Op.16 Kyrie |
| 1890       | 630      | 467       | ルーアン                     | サントゥーアン教会                            |      | IV/P       | 64       | 音声サンプル (MP3; 1,0 MB) テオドール・サロメ: Canon en Ut majeur |
| 1897       | 688      | 299       | エペルネー                   | St-Pierre-St-Paul d’Épernay                   |      | III/P      | 38       | 音声サンプル (MP3; 213 kB) オディーユ・ジュッテン（Odile Jutten）: Improvisation |
| 1898       | 642      | 186       | アルマンティエール           | St-Vaast d’Armentières                        |      | III/P      | 50       | |
| 1898       | 681      | 633       | アスコイティア               | 教会                                          |      | III/P      | 40       | |
| 1898       | 678      | 211       | ビアリッツ＝ビダール         | Schloss Ilbarritz                             |      | IV/P       | 70       | 現在はパリのサクレ・クール寺院にある。 Hörbeispiel (MP3; 321 kB) シャルル・トゥルヌミール: 神秘のオルガン Op.55–57 前奏曲とフーガ |